# Anton Reus
Anton Reus (* 24. Januar 1882 in Furth im Wald; † 22. September 1960 in Deggendorf) war ein deutscher Jurist und Politiker (Bayerische Volkspartei, NSDAP).

## Leben
Als Sohn eines Lokomotivführers geboren, ging Reus auf die Volksschule in Furth und auf das Humanistische Gymnasium in Burghausen an der Salzach. Er war Zögling des Kapuzinerseminars und der Seraphinischen Schule Burghausen. Als Terziarkleriker trug er das Ordenskleid und hatte den Namen Frater Josaphat angenommen. 1903 trat er als Novize in den Kapuzinerorden in Laufen an der Salzach ein und legte eine zeitlichen Profess ab. Von 1904 bis 1905 war er zum Studium der Philosophie am Königlichen Lyzeum in Dillingen eingeschrieben und im Klerikat/Studienkloster von Dillingen untergebracht.
Auf seinen Wunsch hin erhielt er 1905 Dispens von den Ordensgelübden und studierte nach einer Reise zu Fuß durch Ungarn bis 1910 Rechtswissenschaften in München. Während seines Studiums wurde er 1906 Mitglied des Akademisch-Juristischen Vereins, der späteren Burschenschaft Alsatia München. Er wurde auch Mitglied der Alten Leobener Burschenschaft Germania zu München und 1956 der Burschenschaft Danubia München. Er war Einjährig-Freiwilliger beim Königlich Bayerischen Infanterie-Leib-Regiment in der X. Kompanie, wo er sich zum Reserveoffizier qualifizierte; 1912 wurde er Leutnant und kämpfte im Ersten Weltkrieg von 1914 bis 1916 bei der 12. Kompanie in Frankreich, an der Ostfront in Galizien und Rumänien, zuletzt als Kompanieführer. Seine Examen hatte er 1910 und 1913 abgelegt und arbeitete vor dem Krieg als Rechtsanwalt. Von 1917 bis 1918 war er als Kriegsgerichtsrat in München eingesetzt, 1918 dann noch einmal im Kriegseinsatz bei der 6. Infanteriedivision in Nordfrankreich. Während des Krieges war er mit dem Feldgeistlichen Rupert Mayer befreundet.
Von 1919 bis 1933 war Reus Rechtskundiger Erster Bürgermeister von Deggendorf. 1923 war er im Aufsichtsrat der neugegründeten Ostbayerischen Industrie- und Handelsbank AG. Er war Mitglied der Bayerischen Volkspartei. 1928 wurde er zum Dr. iur. promoviert. 1933 wurde er Mitglied der NSDAP, dennoch wurde er nach Differenzen wegen „politischer Unzuverlässigkeit“ 1933 als Bürgermeister abgesetzt. Er hatte sich geweigert, als Redner auf Parteiveranstaltungen aufzutreten, und ließ es im Mai 1933 nicht zu, dass die Juden vom Markt vertrieben wurden. Er war in Folge bis 1960 als Rechtsanwalt tätig und wurde nach dem Einmarsch der Amerikaner 1945 noch einmal für ein paar Wochen Bürgermeister von Deggendorf und Landrat des Landkreises Deggendorf.
Wegen eines geringfügigen Verstoßes gegen eine Anordnung der Militärregierung wurde er zum Tod verurteilt, kurz darauf jedoch begnadigt und von der Militärregierung für seine Verdienste gewürdigt. Im Spruchkammerverfahren wurde er als Mitläufer eingestuft.

## Ehrungen
- Im Ersten Weltkrieg erhielt er das Eiserne Kreuz I. und II. Klasse.
- 1961 wurde in Deggendorf die Dr.-Reus-Straße nach ihm benannt.

## Veröffentlichungen
- Polizei- und Selbstverwaltung insbesondere im Rahmen des Bayerischen Gemeinderechts. Dissertation Universität Erlangen 1928.